# Cinclocerthia
Cinclocerthia is een geslacht van zangvogels uit de familie spotlijsters (Mimidae).

## Soorten
Het geslacht kent de volgende soorten:
- Cinclocerthia gutturalis – Grijze Sidderspotlijster
- Cinclocerthia ruficauda – Sidderspotlijster